# 帝王地下室俱乐部
帝王地下室俱乐部（Kaiserkeller）是德国汉堡的一个摇滚俱乐部。

## 历史
由布鲁诺·科斯米德创办于1959年10月14日。位于圣保利区大自由街36号，靠近绳索街，这一带是著名的红灯区。1960年10月，披头士乐队来此签约演出。  .今天，帝王地下室俱乐部属于大自由街36号摇滚俱乐部。